# Дудко Федір Олексійович
Федір Олексійович Дудко (нар. 14 березня 1923, хутір біля села Оленівки, тепер село Оленівка Магдалинівського району Дніпропетровської області — 15 вересня 2017, смт. Магдалинівка Дніпропетровської області) — український радянський діяч, голова колгоспу «За мир» Магдалинівського району Дніпропетровської області. Герой Соціалістичної Праці (8.04.1971). Депутат Верховної Ради СРСР 7-го скликання.

## Біографія
Народився і виріс в селянській родині на одному із столипінських хуторів між сучасними селами Оленівкою та Грабками Магдалинівського району. У 1938 році, після закінчення семи класів Оленівської школи, працював у колгоспі.
У 1939 році вступив до школи фабрично-заводського навчання в місті Дніпропетровську, навчався на столяра. Після закінчення навчання направлений в Молотовську (Пермську) область РРФСР на будівництво заводу по виробництву спирту з деревини для літаків. До 1941 року працював бригадиром будівельної бригади на заводі.
У 1941 році пішов добровольцем у Червону армію, учасник німецько-радянської війни. Служив у повітряно-десантних військах. Після легкого поранення потрапив у санітарний батальйон, а потім — знову на фронт. На Північно-Західному фронті отримав важке поранення. Лікувався в госпіталі в місті Рибінську, а потім у місті Сєрові Свердловської області.  У 1943 році демобілізований із діючої армії за станом здоров'я. З 1943 по 1945 рік працював польоводом підсобного господарства 81-го прикордонного загону НКВС в Таджицькій РСР.
На початку 1945 року повернувся в село Оленівку Магдалинівського району. До 1946 року працював головою правління Оленівського сільського споживчого товариства. Потім був колгоспником, а з 1947 року — головою колгоспу «12 років Жовтня» села Олександрівки Магдалинівського району Дніпропетровської області.
Освіта середня спеціальна: навчався в Дніпропетровській обласній середній школі по підготовці голів колгоспів.
Член КПРС з 1953 року.
У 1956—1986 роках — голова укрупненого колгоспу «За мир» смт. Магдалинівки Магдалинівського району Дніпропетровської області.
З 1986 року — на пенсії в селі Оленівці Магдалинівського району Дніпропетровської області.
На початку 1990-х років знову очолив колгоспу «За мир» Магдалинівського району. Працював головою колгоспу чотири роки, а у 1997 році вийшов на пенсію.
З 1997 року — на пенсії в смт. Магдалинівці Дніпропетровської області.

## Нагороди
- Герой Соціалістичної Праці (8.04.1971)
- три ордени Леніна (26.02.1958, 8.04.1971, 8.09.1973)
- орден Жовтневої Революції (24.12.1976)
- орден Трудового Червоного Прапора (31.12.1965)
- орден Дружби народів (4.03.1982)
- орден Вітчизняної війни І ст. (11.03.1985)
- медалі
- заслужений агроном Української РСР